# آيت ناصر (إيموزار)
آيت ناصر هي إحدى مشيخات المملكة المغربية، تتبع جغرافيا لعمالة أكادير إدا وتنان وإداريًا لإيموزار. يقدر عدد سكانها بـ 590 نسمة حسب الإحصاء الرسمي للسكان والسكنى لسنة 2004.